# Henryk Pawłowski (matematyk)
Henryk Pawłowski (ur. 2 czerwca 1960, zm. 11 czerwca 2016) – nauczyciel matematyki w IV Liceum Ogólnokształcącym i Gimnazjum Dwujęzycznym nr 4 w Toruniu, a także w Gimnazjum i Liceum Akademickim w Toruniu, autor wielu książek dotyczących matematyki - od podręczników szkolnych do książek przygotowujących do olimpiady matematycznej. Prowadził olimpijskie koła matematyczne dla gimnazjalistów i licealistów w Zespole Szkół Ogólnokształcących nr 6 w Bydgoszczy i LO im. św. Marii Magdaleny w Poznaniu.
Przewodniczył Komitetowi Okręgowemu Olimpiady Matematycznej Gimnazjalistów w Toruniu.
Zmarł na zawał serca 11 czerwca 2016 roku. Pochowany został na cmentarzu Parafii Podwyższenia Krzyża Świętego w Toruniu.

## Publikacje
- Odlotowa matematyka. Zadania dla najmłodszych olimpijczyków uczniów szkół podstawowych i gimnazjalistów, wyd. TUTOR
- Zadania z matematyki dla olimpijczyków - gimnazjalistów i licealistów, wyd. TUTOR
- Zadania z olimpiad matematycznych z całego świata. Teoria liczb, algebra i elementy analizy matematycznej, wyd. TUTOR
- Zadania z olimpiad matematycznych z całego świata. Trygonometria i geometria, wyd. TUTOR
- Zadania z olimpiad matematycznych z całego świata. Planimetria i stereometria, wyd. TUTOR
- Olimpiady i konkursy matematyczne dla uczniów szkół podstawowych i gimnazjów, wyd. TUTOR
- Matematyka. Na olimpijskim szlaku - zadania dla kółek matematycznych w szkołach podstawowych i gimnazjach, wyd. TUTOR
- Matematyka Poziom podstawowy. Zestawy zadań egzaminacyjnych przygotowujących do nowej matury, wyd. TUTOR
- Matematyka Poziom rozszerzony. Zestawy zadań egzaminacyjnych przygotowujących do nowej matury, wyd. TUTOR
- Matematyka. Program nauczania dla liceum ogólnokształcącego (w zakresach podstawowym i rozszerzonym), liceum profilowanego i technikum (w zakresie podstawowym), wyd. Operon
- Matematyka 1. Zakres podstawowy. Podręcznik dla liceum ogólnokształcącego, liceum profilowanego i technikum. Wydawnictwo Operon, Styczeń 2005. ISBN 83-7461-194-4.
- Matematyka 1 - podręcznik, zakres rozszerzony, klasa 1, liceum ogólnokształcące. Wydawnictwo Operon. ISBN 83-7390-022-5
- Matematyka 2 - podręcznik, zakres podstawowy, klasa 2, szkoła ponadgimnazjalna. Wydawnictwo Operon, 2003. ISBN 83-7390-046-2
- Matematyka 2 - podręcznik, zakres rozszerzony, klasa 2, liceum ogólnokształcące. Wydawnictwo Operon, Styczeń 2003. ISBN 83-7390-147-7
- Matematyka 3 - podręcznik, zakres podstawowy, klasa 3, szkoła ponadgimnazjalna. Wydawnictwo  Operon 2004. ISBN 83-7390-245-7.
- Matematyka 3. Zakres rozszerzony. Podręcznik dla liceum ogólnokształcącego, wyd. Operon
- Matematyka 1. Zakresy podstawowy i rozszerzony. Zbiór zadań dla liceum ogólnokształcącego, liceum profilowanego i technikum. Linia 1 ponadstandardowa, wyd. Operon
- Matematyka 2. Zakresy podstawowy i rozszerzony. Zbiór zadań dla liceum ogólnokształcącego, liceum profilowanego i technikum. Linia 1 ponadstandardowa, wyd. Operon
- Matematyka 3. Zakresy podstawowy i rozszerzony. Zbiór zadań dla liceum ogólnokształcącego, liceum profilowanego i technikum. Linia 1 ponadstandardowa, wyd. Operon
- Matematyka 1. Zakres rozszerzony.  ser. ,,Ciekawi Świata" wyd. Operon 2013r.